# (400336) 2007 UZ52
(400336) 2007 UZ52 es un asteroide perteneciente al cinturón de asteroides descubierto el 6 de octubre de 2007 por el equipo del Spacewatch desde el Observatorio Nacional de Kitt Peak, Arizona, Estados Unidos.

## Designación y nombre
Designado provisionalmente como 2007 UZ52.

## Características orbitales
2007 UZ52 está situado a una distancia media del Sol de 2,654 ua, pudiendo alejarse hasta 2,866 ua y acercarse hasta 2,443 ua. Su excentricidad es 0,079 y la inclinación orbital 13,26 grados. Emplea 1579,82 días en completar una órbita alrededor del Sol.

## Características físicas
La magnitud absoluta de 2007 UZ52 es 16,6. 